# Ermenegildo Negri
Ermenegildo Negri (Novara, 9 marzo 1900 – ...) è stato un calciatore e allenatore di calcio italiano, di ruolo attaccante.

## Carriera
Ha giocato per otto stagioni con la maglia del Palermo in un periodo che va dal 1923 al 1932, diventandone poi allenatore. Curioso l'episodio del 1940: nell'ultima giornata del campionato di Serie B a Sanremo contro la Sanremese, avendo il Palermo solo dieci giocatori disponibili per la partita, è proprio Negri, ormai quarantenne, a scendere in campo per difendere i colori della propria squadra segnando il gol del Palermo nella partita persa per 2-1.
Durante la sua carriera ha giocato anche con la Termitana; successivamente è stato l'allenatore del Bagheria.